# Westermannia melancolica
Westermannia melancolica är en fjärilsart som beskrevs av Felix Bryk 1913. Westermannia melancolica ingår i släktet Westermannia och familjen trågspinnare. Inga underarter finns listade i Catalogue of Life.